# チューブラー・ベルズII
『チューブラー・ベルズII』（Tubular Bells II）は、マイク・オールドフィールドが1992年に発表したスタジオ・アルバム。デビュー作『チューブラー・ベルズ』（1973年）の続編に当たる。

## 背景
トレヴァー・ホーンが共同プロデューサーに起用され、オールドフィールドはホーンの仕事に関して、当初は演奏のテンポに対する完全主義ぶりから「ドクター・クリック」と呼んでいたが、最終的には「彼（ホーン）は、ずっと私の弱点だったリズムとグルーヴをもたらしてくれた。『TB1』を今の耳で聴けば、躍動感に欠けた退屈な響きに感じるだろうね」と評している。
オリジナルの『チューブラー・ベルズ』における、様々な楽器を紹介するMCのギミックは本作でも継承され、オリジナルではヴィヴィアン・スタンシャルがMCを担当したが、本作ではアラン・リックマンが起用された。なお、『チューブラー・ベルズ』のレコーディングで使用されたチューブラーベルは、強く叩き過ぎたため既に壊れており、オールドフィールドはイースト・エンドの小さな打楽器店で、新しいチューブラーベルを購入した。
「センティネル」及び「サンジャマー」のタイトルは、アーサー・C・クラークの短編小説から取られている。

## 反響・評価
本作はオールドフィールドにとって3作目の全英アルバムチャート1位獲得作品となり、30週にわたって全英トップ100入りした。また、全英シングルチャートでは「センティネル」が10位、「タトゥー」が33位、「ザ・ベル」が50位を記録した。
ドイツのアルバム・チャートでは合計23週トップ100入りし、うち2週にわたって7位となった。
Johnny Loftusはオールミュージックにおいて5点満点中3点を付け「彼は『II』の全編にわたり、ニューエイジ、エスニック・フルートの息吹、アジア的な音調の弦楽器の響き、"Sentinel"における異国語の囁きといった要素を異花受粉させて、多文化からの影響を取り込んだ」「前作を超える作品ではないが、作り込まれた壮大さを生み出すオールドフィールドの手腕により、音響的にも技術的にもアップデートを果たした」と評している。

## 収録曲
全曲ともマイク・オールドフィールド作。
1. センティネル - "Sentinel" - 8:07
2. ダーク・スター - "Dark Star" - 2:16
3. クリア・ライト - "Clear Light" - 5:48
4. ブルー・サルーン - "Blue Saloon" - 2:59
5. サンジャマー - "Sunjammer" - 2:32
6. レッド・ドーン - "Red Dawn" - 1:50
7. ザ・ベル - "The Bell" - 6:59
8. ウェイトレス - "Weightless" - 5:43
9. グレイト・プレイン - "The Great Plain" - 4:47
10. サンセット・ドア - "Sunset Door" - 2:23
11. タトゥー - "Tattoo" - 4:15
12. オルタード・ステイト - "Altered State" - 5:12
13. マイア・ゴールド - "Maya Gold" - 4:01
14. ムーンシャイン - "Moonshine" - 1:42

## 参加ミュージシャン
- マイク・オールドフィールド - ボーカル、エレクトリック・ギター、アコースティック・ギター、クラシック・ギター、フラメンコギター、12弦ギター、マンドリン、バンジョー、ダブル・スピード・ギター、ピアノ、ハモンドオルガン、シンセサイザー・プログラミング、ティンパニ、グロッケンシュピール、トライアングル、タンブリン、シンバル、トイ・パーカッション、手拍子、オーケストラル・バスドラム、チューブラーベル
- ジェイミー・ムホベラック - アディショナル・キーボード、ノイズ、ドラム・ループ
- エリック・カデュー - プログラミング、エレクトロニクス
- ジョン・ロビンソン - ドラムス (on #12)
- P.C.スコッツ・パイプ・バンド、ケルティック・ベヴィ・バンド - バグパイプ
- サリー・ブラッドショウ - ボーカル・ソロ
- スザンナ・メルヴォイン、エディ・レーマン - ボーカル
- ア・ストローリング・プレイヤー（アラン・リックマン） - MC